# Glomdalsmuseet
Glomdalsmuseet är ett friluftsmuseum i Elverum etablerat i januari 1911 av Magnus Hamlander. Museet är ett av Nordens största friluftsmuseum och det tredje största i Norge. Museet var i grunden ett kulturhistoriskt museum för dalgångarna Odalen och Østerdalen, landskapet Solør, samt tätorten Kongsvinger. Området runt museet består idag av nästan 100 byggnader. Ett av de äldsta husen vid museet är Stemsrudstua, daterat till cirka 1620.